# Deronectes bicostatus
Deronectes bicostatus é uma espécie de insetos coleópteros pertencente à família Dytiscidae.
A autoridade científica da espécie é Schaum, tendo sido descrita no ano de 1864.
Trata-se de uma espécie presente no território português.